# Simon Rattle
Pour l’article homonyme, voir Niki Rattle.
Simon Rattle est un chef d'orchestre britannique, né le 19 janvier 1955 à Liverpool. Devenu célèbre à la tête du City of Birmingham Symphony Orchestra, il est depuis septembre 2017 directeur musical de l'Orchestre symphonique de Londres. Il fut de 2002 à 2018 directeur musical de l'Orchestre philharmonique de Berlin. Il a été anobli en 1995.

## Carrière

### Formation
Simon Rattle commence ses études musicales par le piano et le violon, mais occupe un premier emploi de musicien d'orchestre comme percussionniste. En 1971, il entre à la Royal Academy of Music de Londres où il dirige fréquemment. En 1974, l'année de son diplôme, il remporte le Concours de chef d'orchestre John-Player (John Player Conducting Competition). Après avoir monté et dirigé une remarquable Deuxième Symphonie de Mahler alors qu'il est encore à l'Académie, il est remarqué par l'agent musical Martin Campell-White, qui gère depuis lors sa carrière.
Il a régulièrement dirigé l'Orchestre de l'âge des Lumières.

### Orchestre symphonique de Birmingham
Il devient successivement chef d'orchestre assistant de l'Orchestre symphonique de Bournemouth en 1974, puis de l'Orchestre philharmonique de Liverpool en 1977. Cependant, c'est son engagement avec l'Orchestre symphonique de Birmingham (City of Birmingham Symphony Orchestra, CBSO) de 1980 à 1998 qui le révèle aux critiques et au public. Non seulement il se place au premier rang durant cette période, mais il hisse également l'orchestre au plus haut niveau artistique en Grande-Bretagne. Quand il quitte l'orchestre, il est l'un des chefs les plus considérés et le CBSO l'un des meilleurs orchestres au monde.

### Orchestre philharmonique de Berlin
En 1999, Simon Rattle est désigné comme successeur de Claudio Abbado à la tête de l'Orchestre philharmonique de Berlin, généralement considéré comme l'un des postes les plus prestigieux au monde. Sa nomination, décidée par un vote des musiciens, a suscité quelques controverses car certains membres plus conservateurs de l'orchestre marquaient leur préférence pour Daniel Barenboim.
Néanmoins, Rattle l'emporte et entreprend de convaincre ses détracteurs en refusant de signer son contrat tant qu'il n'aurait pas l'assurance que tous les musiciens de l'orchestre verraient leurs salaires augmentés après plusieurs années de stagnation. Il obtient également que l'orchestre soit transformé en une fondation, la Stiftung Berliner Philharmoniker, qui ne touche plus de subventions publiques et a le plein contrôle de ses activités.
Son premier concert a lieu le 7 septembre 2002 avec Asyla de Thomas Adès et la Cinquième Symphonie de Gustav Mahler. Cette prestation lui vaut les critiques enthousiastes de la presse internationale. Le concert a été diffusé en CD et en DVD par EMI.
Le 25 avril 2008, les Berliner Philharmoniker lui renouvellent leur confiance en décidant de prolonger son contrat qui aurait dû s'arrêter en 2012.
Il succède également à Claudio Abbado à la tête du Festival de Pâques de Salzbourg, où il dirige les Philharmoniker dans Fidelio de Beethoven (2003), Così fan tutte de Mozart (2004), Peter Grimes de Britten (2005) et Pelléas et Mélisande de Debussy (2006). Un Anneau du Nibelung de Wagner est annoncé pour 2007–2010, que Rattle dirigera également au Festival international d'art lyrique d'Aix-en-Provence.
Le 27 juillet 2012, il dirige le London Symphony Orchestra lors de la cérémonie d'ouverture des Jeux olympiques d'été de 2012 au Stade olympique de Londres. Il interprète la bande originale du film Les Chariots de feu composée par Vangelis.

### Londres et Munich
Le 3 mars 2015, l'Orchestre symphonique de Londres a nommé Sir Simon Rattle à sa direction à compter de septembre 2017. Cette nomination fait l'objet en Grande-Bretagne d'un large débat, puisque Sir Simon Rattle laissait entendre que son retour dépendait de la construction d'une nouvelle salle de concert à Londres.
En 2018 il est, pendant quelques mois, en même temps directeur de l'Orchestre symphonique de Londres et de l'Orchestre philharmonique de Berlin qu'il quitte la même année.
En janvier 2021, le directeur de la Radiodiffusion bavaroise, Ulrich Wilhelm (de), annonce que Simon Rattle va diriger l'Orchestre symphonique de la Radiodiffusion bavaroise pour 5 ans à partir de la saison 2023/2024. Il succédera à l'ancien directeur musical Mariss Jansons, décédé en 2019. Il a déjà souvent dirigé l'orchestre et plusieurs enregistrements ont été publiés par l'éditeur discographique de la radio bavaroise avant sa prise de fonction.
En 2024, il est nommé principal chef invité de l'Orchestre philharmonique tchèque.
En 2025, il est lauréat du Prix Ernst-von-Siemens.

## Direction
Rattle possède un répertoire varié incluant quelques directions avec des instruments d'époque, mais il est surtout connu pour ses interprétations des compositeurs du début du XXe siècle. Son enregistrement de la Deuxième Symphonie de Mahler a obtenu plusieurs récompenses et on le tient pour l'un de ses meilleurs enregistrements. Il s'est également fait le champion de la musique contemporaine.
Ses enregistrements récents avec l'Orchestre philharmonique de Berlin ont été généralement bien reçus, notamment son disque des poèmes symphoniques de Dvořák. Son enregistrement de La Mer de Debussy, qualifié de « magnifique » par le magazine britannique Gramophone, a été comparé favorablement à ceux de ses prédécesseurs immédiats, Claudio Abbado et Herbert von Karajan.
Simon Rattle élargit considérablement le répertoire de l’orchestre, non seulement dans le domaine de la musique contemporaine, mais également dans celui de la musique baroque. C’est ainsi qu’il confie à plusieurs occasions la direction des Berliner Philharmoniker à des spécialistes reconnus de l’interprétation à l’ancienne, tels Emmanuelle Haim (Le Concert d'Astrée), Giovanni Antonini (Il Giardino Armonico) ou encore Andrea Marcon (Sonatori de la Gioiosa Marca). Il amène ainsi l’orchestre à augmenter sa palette sonore, tout en restant dans la pleine utilisation des ressources des instruments modernes. Il réalise lui-même des interprétations marquantes dans ce répertoire, particulièrement la Passion selon Saint-Matthieu de Bach et celle selon Saint-Jean. En collaboration avec le metteur en scène américain Peter Sellars, il met en place ce qu’il appelle une « ritualisation », procédé qui consiste à amener les solistes, les choristes et même quelques solistes instrumentistes à se déplacer sur scène et, par des mouvements et des attitudes dramatiques stylisées, à souligner le déroulement de la passion et le sens de la musique et du texte. C’est le ténor anglais Mark Padmore qui assume la charge de l’Evangéliste, conférant à ce rôle une dimension narrative et dramatique rarement atteinte. En 2017 (sortie en 2019 pour le 150e anniversaire de la disparition de Berlioz), il enregistre La Damnation de Faust avec le London Symphony Chorus & le London Symphony Orchestra.

## Distinctions
- Commandeur de l'ordre de l'Empire britannique (CBE) en 1987[9]
- Chevalier en 1995[10]
- Chevalier de la Légion d'honneur
- Grand officier de l'ordre du Mérite le 8 février 2022[11]
- Grand Prix Antoine Livio de la Presse musicale internationale en 2001
- 2025 : lauréat du Prix Ernst-von-Siemens[12]

## Vie privée
Il a deux fils nés de son mariage avec Elise Ross, une soprano américaine. Le couple divorce en 1995 après quinze ans de mariage. En 1996, il épouse Candace Allen puis, en 2008, la mezzo-soprano Magdalena Kožená, avec qui il a eu trois enfants.